# Lampona foliifera
Espèce
Lampona foliifera est une espèce d'araignées aranéomorphes de la famille des Lamponidae.

## Distribution
Cette espèce est endémique d'Australie. Elle se rencontre dans le Sud du Territoire du Nord, en Australie-Méridionale et dans le Sud de l'Australie-Occidentale.

## Description
Le mâle décrit par Platnick en 2000 mesure 6,1 mm et la femelle 6,5 mm.

## Publication originale
- Simon, 1908 : Araneae. 1re partie. Die Fauna Südwest-Australiens. Jena, vol. 1, no 12, p. 359-446 (texte intégral).